# Villebrumier

Villebrumier este o comună în departamentul Tarn-et-Garonne din sudul Franței. În 2009 avea o populație de 1.233 de locuitori.

## Monumente

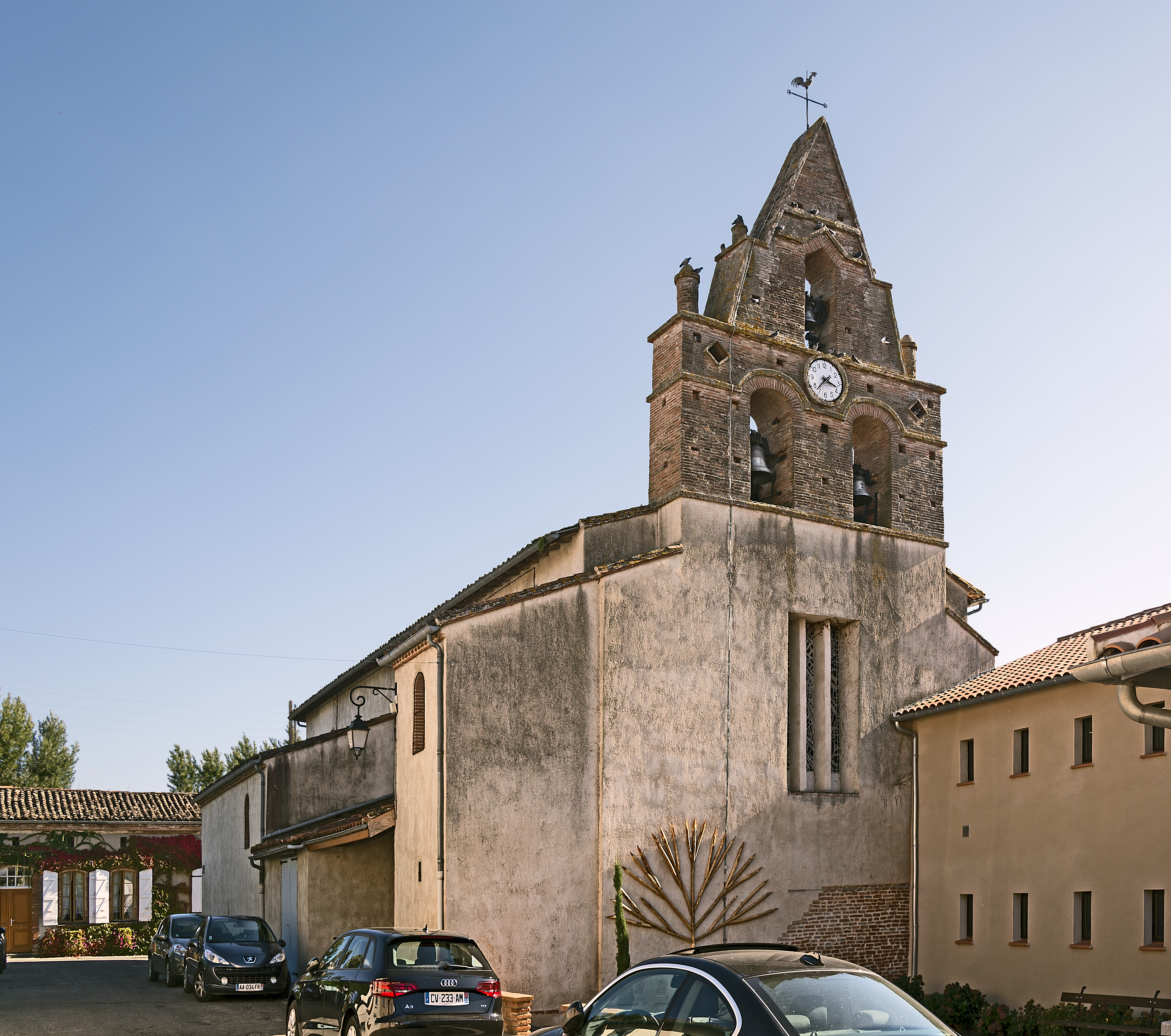
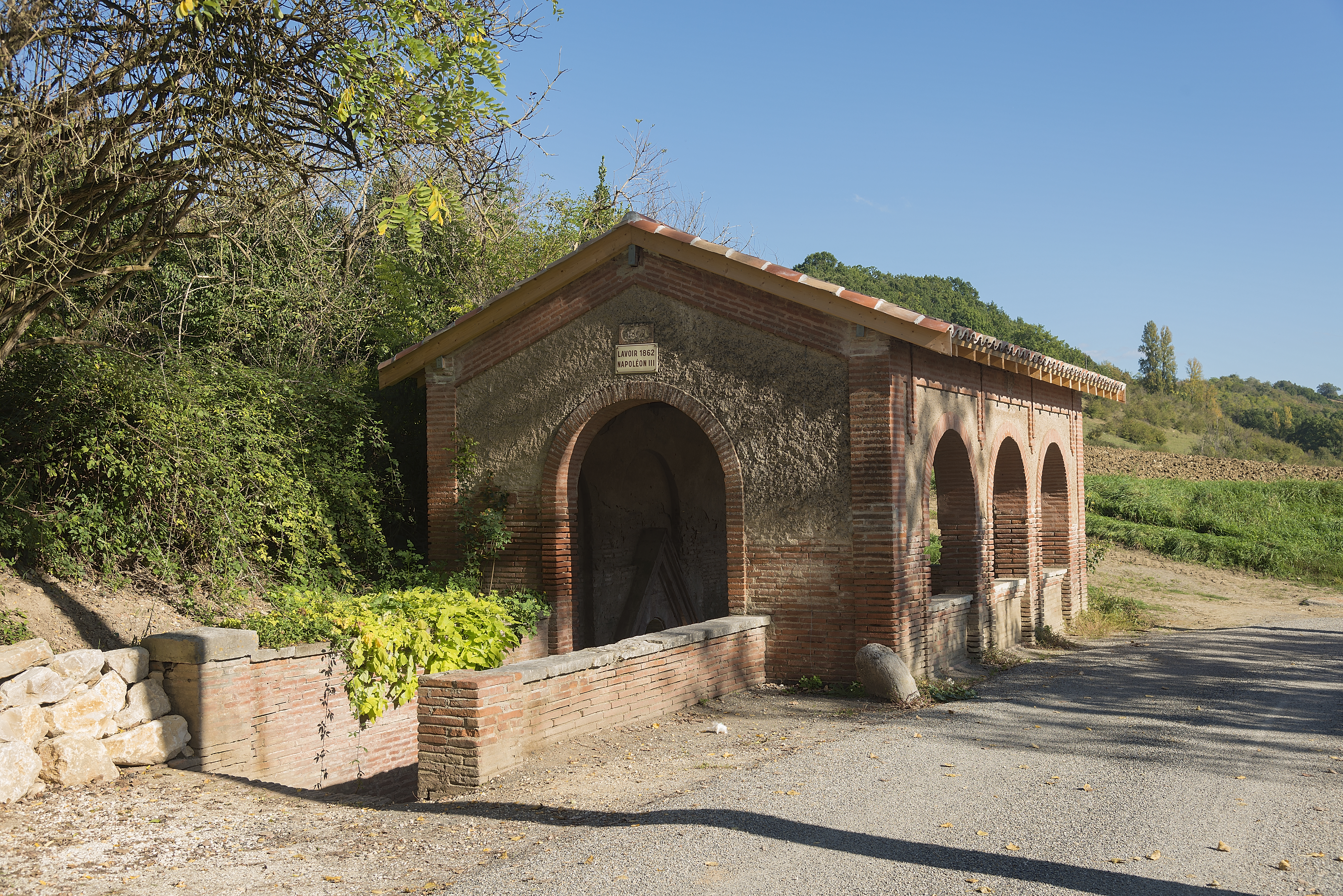
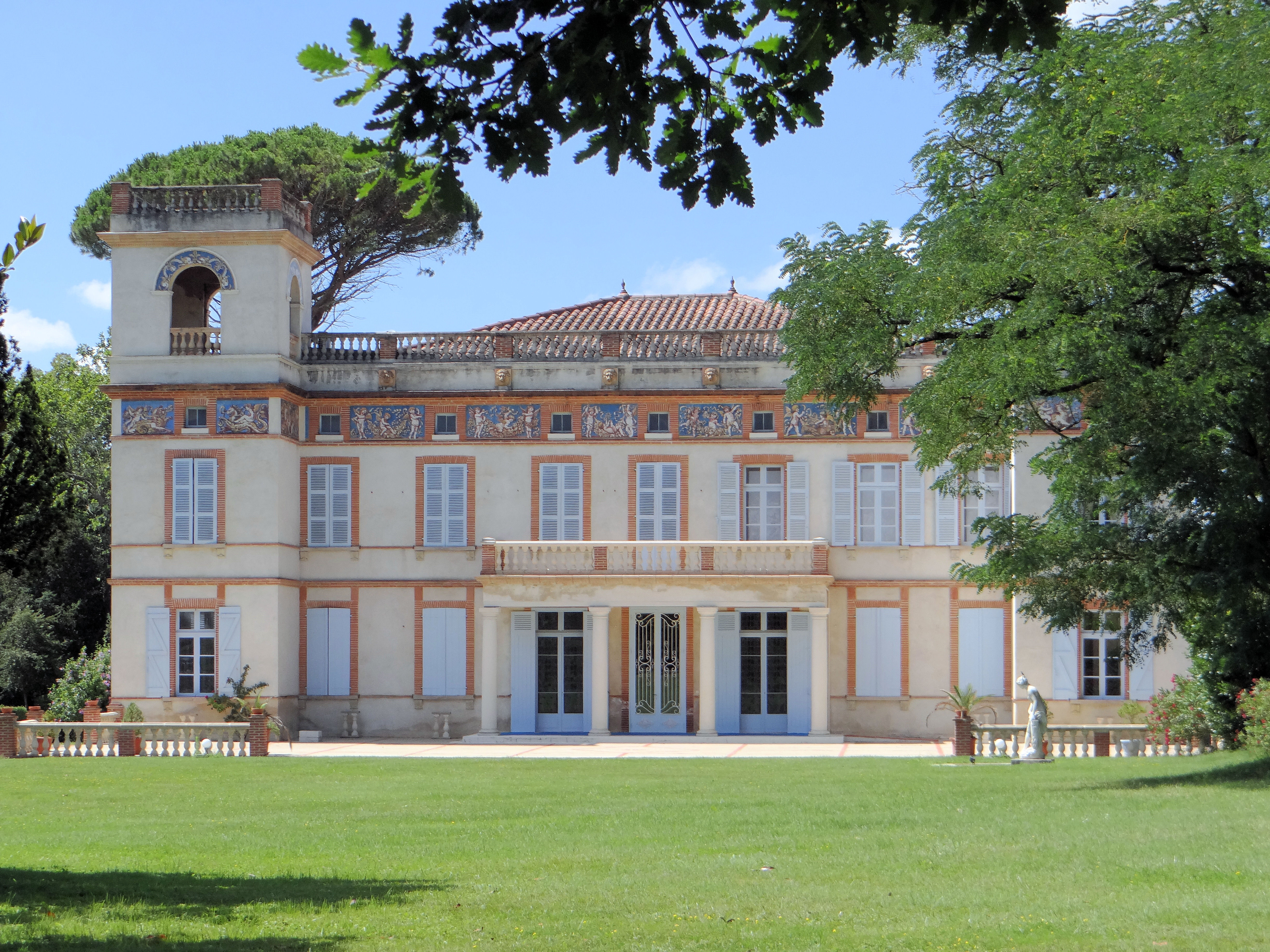

## Evoluția populației
| An        | 1975 | 1982 | 1990 | 1999 | 2006  | 2009  |
| --------- | ---- | ---- | ---- | ---- | ----- | ----- |
| Populație | 548  | 675  | 729  | 915  | 1.185 | 1.233 |